# Susan Gritton
Susan Gritton (* 31. August 1965 in Reigate/Surrey) ist eine englische Sängerin (Sopran).

## Leben
Gritton studierte Botanik an der University of Oxford und der University of London, bevor sie sich für eine professionelle Gesangslaufbahn entschied. 1994 gewann sie den Kathleen Ferrier Memorial Prize und debütierte mit Eugene Asti in der Wigmore Hall. Sie trat mit Graham Johnson bei den International Songmakers Series auf und gab Recitals bei den Festivals von Lichfield, Arundel, Aldeburgh, Cheltenham, Harrogate und City of London. International trat sie u. a. bei Konzerten im Concertgebouw Amsterdam, im Wiener Konzerthaus und der Berliner Philharmonie, beim Edinburgh Festival, beim Istanbul International Music Festival und bei der Mozartwoche in Salzburg auf. Sie arbeitete mit Dirigenten wie John Eliot Gardiner, Riccardo Chailly, Neeme Järvi, Colin Davis, Michail Pletnjow, Christoph von Dohnányi, Kent Nagano und Bernard Haitink zusammen und hatte bei den Proms 1996 drei Auftritte mit Richard Hickox, René Jacobs und Trevor Pinnock.
Ihr Repertoire als Opernsängerin umfasst Partien wie Donna Anna in Don Giovanni und Fiordiligi in Così fan tutte von Wolfgang Amadeus Mozart, Liù in Turandot von Giacomo Puccini, Micaëla in Carmen von Georges Bizet, Madeleine in Capriccio von Richard Strauss, Ellen Orford in Peter Grimes  von Benjamin Britten und die Titelpartien von Georg Friedrich Händels Theodora und Rodelinda. Am Royal Opera House trat sie u. a. Thalie und als Clarine in Jean-Philippe Rameaus Platée und Vogel in Ralph Vaughan Williams’ The Pilgrim's Progress auf, an der English National Opera als Atalanta in Serse von Händel, Constanze in Dialogues des Carmélites von Francis Poulenc, Xenia von Boris Godunow von Modest Mussorgski, Pamina in Die Zauberflöte von Mozart und Nannetta in Falstaff von Giuseppe Verdi. An der Staatsoper Unter den Linden gastierte sie als Belinda in Dido und Aeneas von Henry Purcell, am Théâtre des Champs-Élysées als Fulvia in Ezio von Händel und am Teatro dell’Opera di Roma als Marzelline in Ludwig van Beethovens Fidelio.
Beim Label Hyperion Records nahm Gritton u. a. Arrangements von Liedern Purcells von Benjamin Britten, geistliche Musik von Antonio Vivaldi und Werke von Fanny Hensel auf, bei der Deutschen Grammophon Partien aus Messiah, Solomon und Theodora von Händel, beim Label Tring die Sopranpartie aus Henryk Góreckis Dritter Sinfonie und bei Collins Classics Lieder von Gustav Holst.